# Travertínó

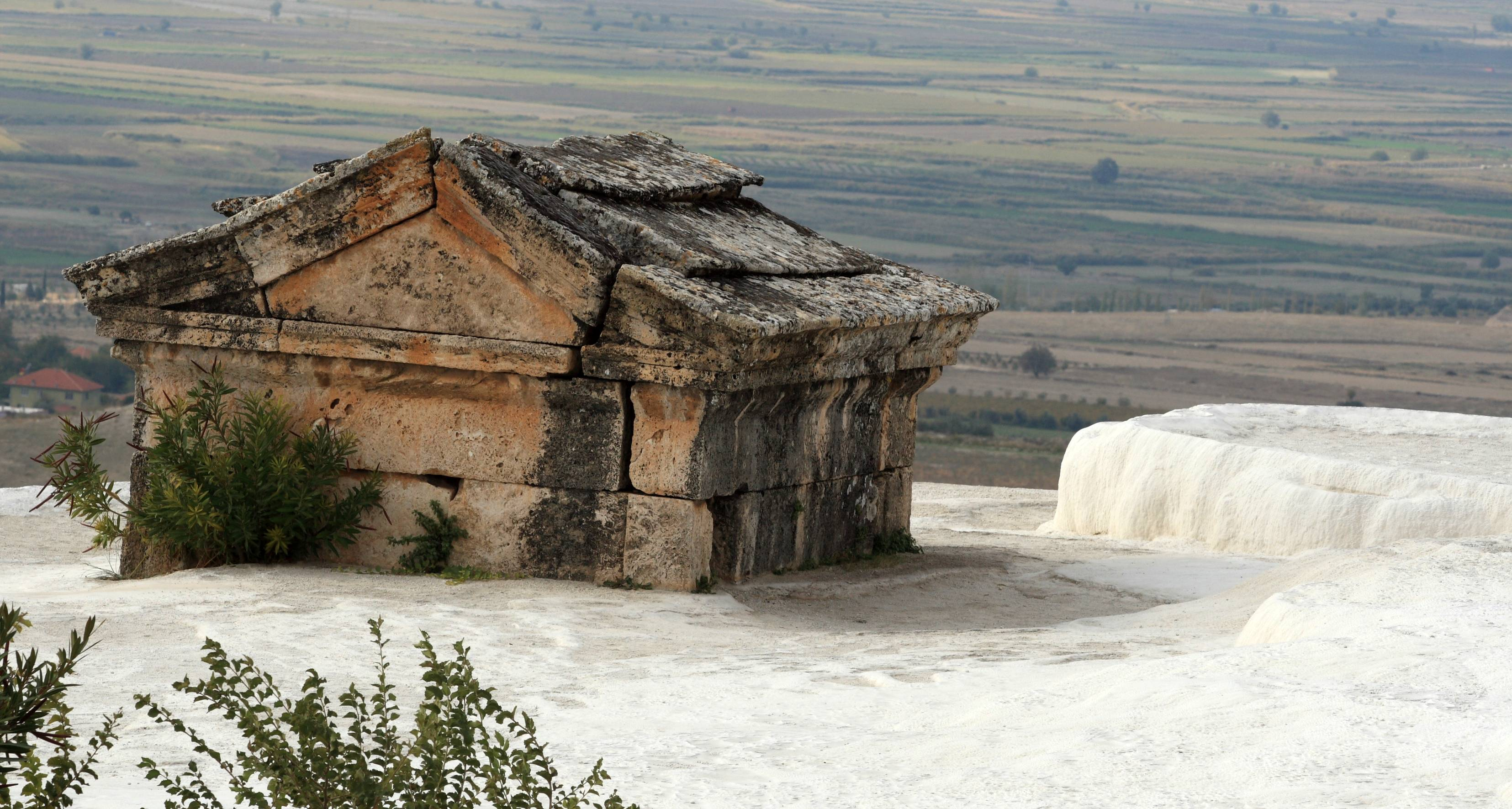
Hierapolisz hévizein egy mauzóleumot ölel körbe a travertínómedence (Törökország)

A travertínó a mészkő egyik formája. Egyéb megnevezései az édesvízi mészkő, tavi mészkő, forrásmészkő, mésztufa, mészszivag, traventin, illetve mészszinter.
A travertínó jellegzetesen lukacsos, színe fehér, de idővel vagy szennyeződésekkel krémszínű, vagy akár barnább színt is kaphat.

## Kialakulása
Édesvízből kalcium-karbonát kicsapódása során keletkezik hévízforrásnál vagy mészkőbarlangban. Az utóbbi esetben cseppkövet képez. Alkotóelemei a kalcit és az aragonit.
Forrás közelében kicsapódott mészkőre mohák és algák telepednek, melyekre további mészkő csapódik ki a növények kémiai hatásának, illetve az általuk keltett örvényeknek köszönhetően. A folyamat így ismétlődik újra és újra, és nagyban hozzájárul a mésztufa lukacsos jellegéhez. Rétegek közötti zárványt a mohán kívül egyéb növényi és ásványi anyagok is képezhetnek (lásd a lenti képeket).

## Felhasználása
Az ókori idők óta templomok és paloták építésére használt anyag.

## Etimológia
A szó az olasz tivertino szóból ered, amelynek eredete a latin (lapis) tiburtinus, ami annyit tesz, hogy (kő) Tivoli városából. Ezt a követ régóta fejtik a városhoz közeli bányákban, de akkor a város neve Tibur volt.

## Képek

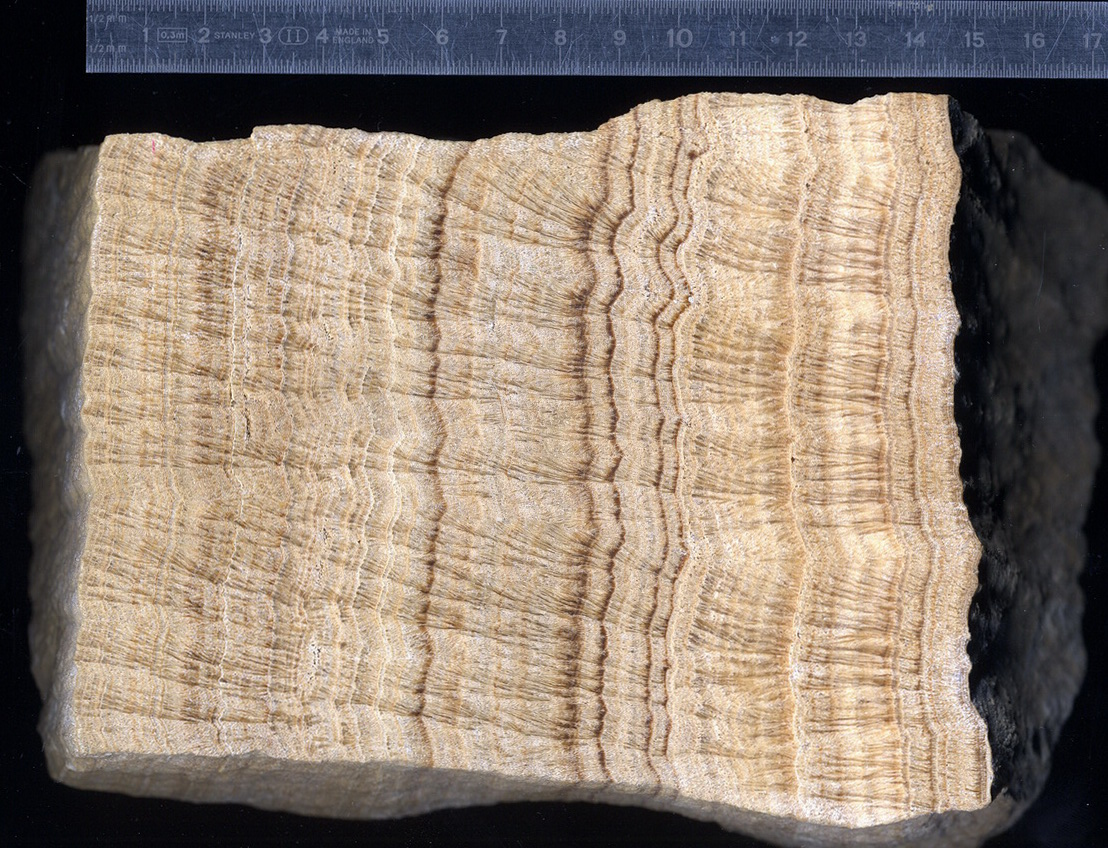
Kicsapódott kalcium-karbonát, rétegek közötti zárvánnyal; egy darab a francia Mons à Fréjusben található akvaduktból
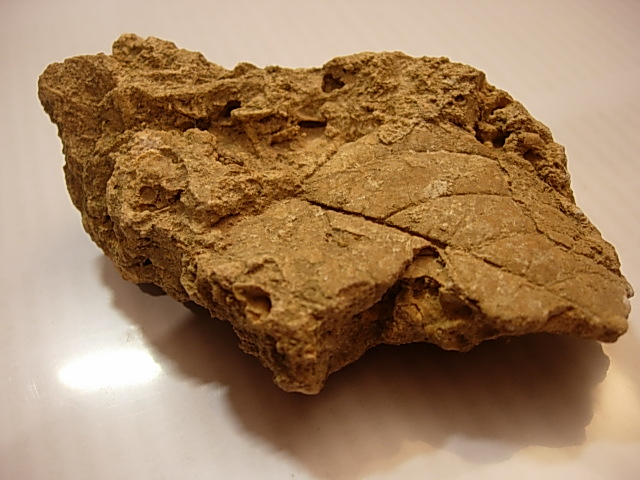
Travertínó a francia Sézanne városából
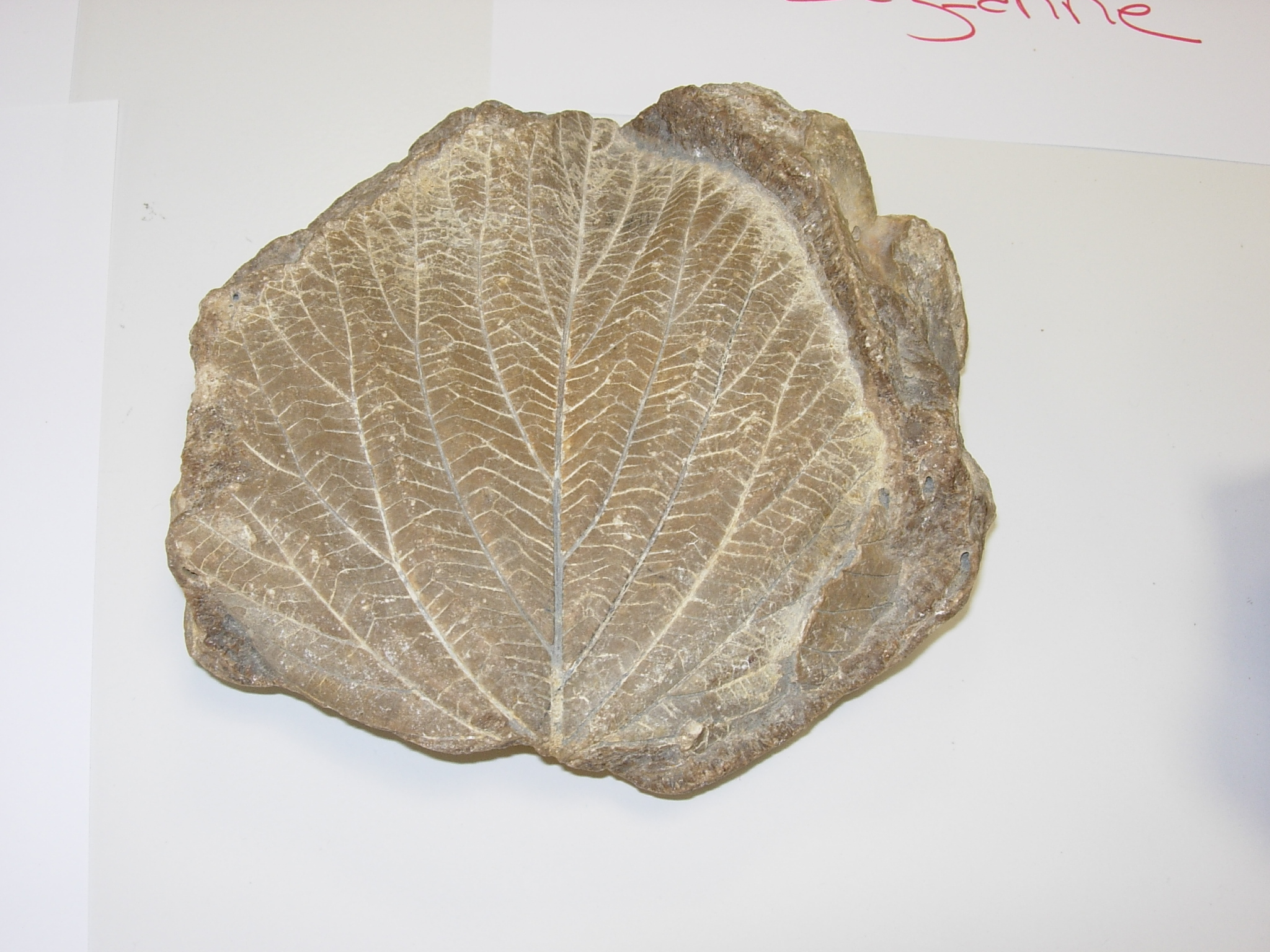
Cissus primaeva, szőlőlevél-zárvány, Sézanne, Franciaország
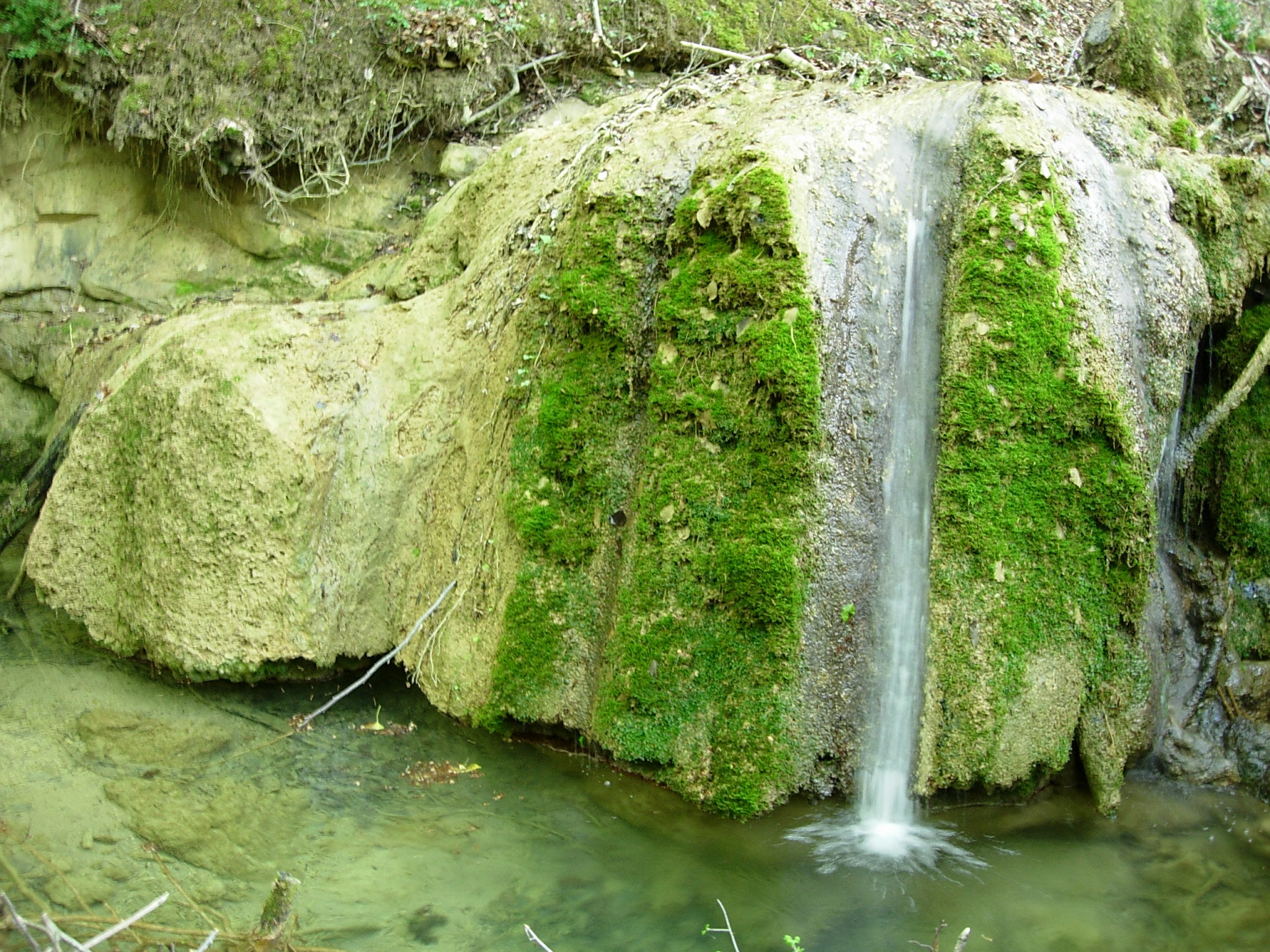
Mésztufa kialakulása (Aude)
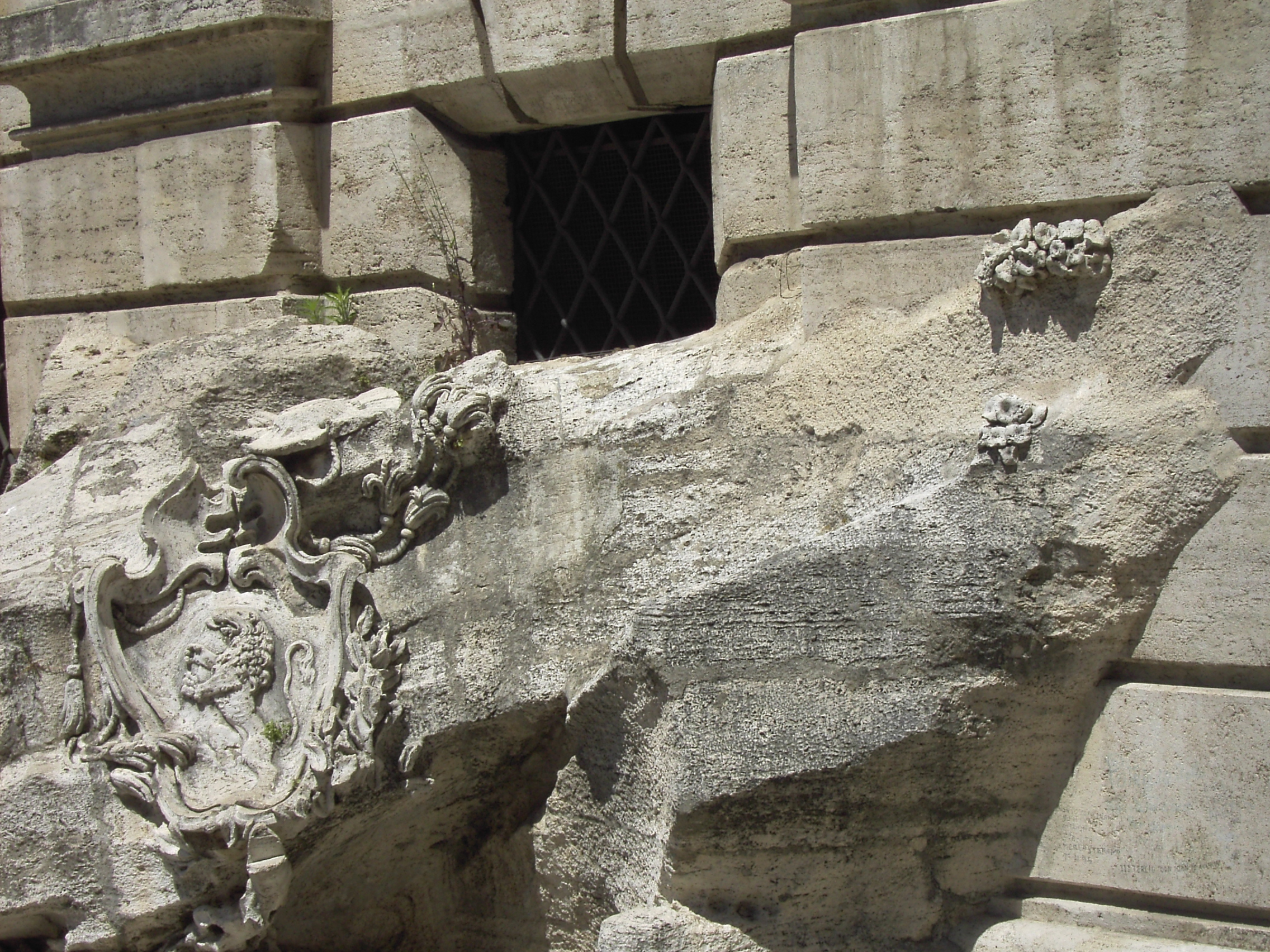
Faragott travertínó a Trevi-kúton (Róma)
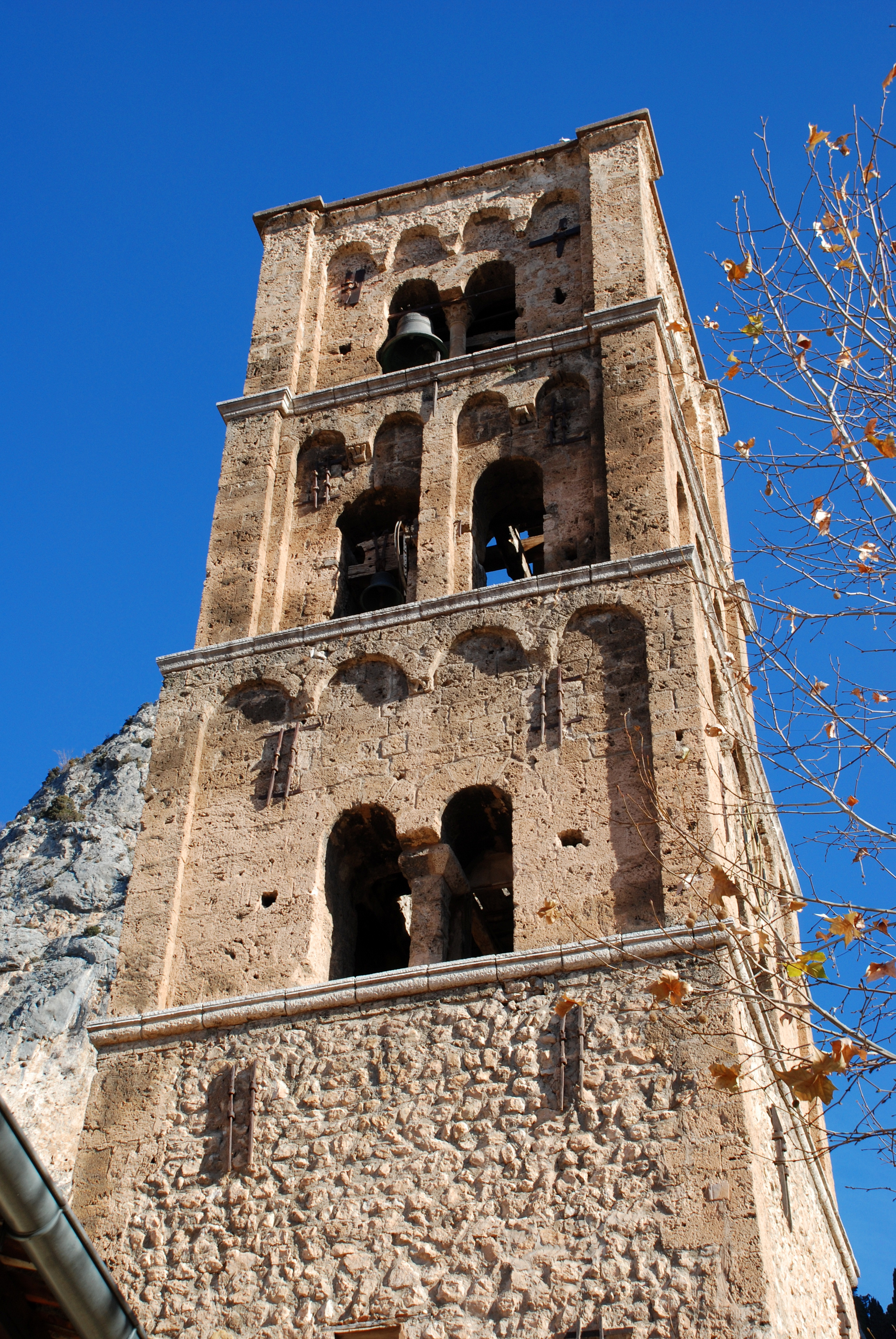
Moustiers-Sainte-Marie harangtornya szintén mésztufa
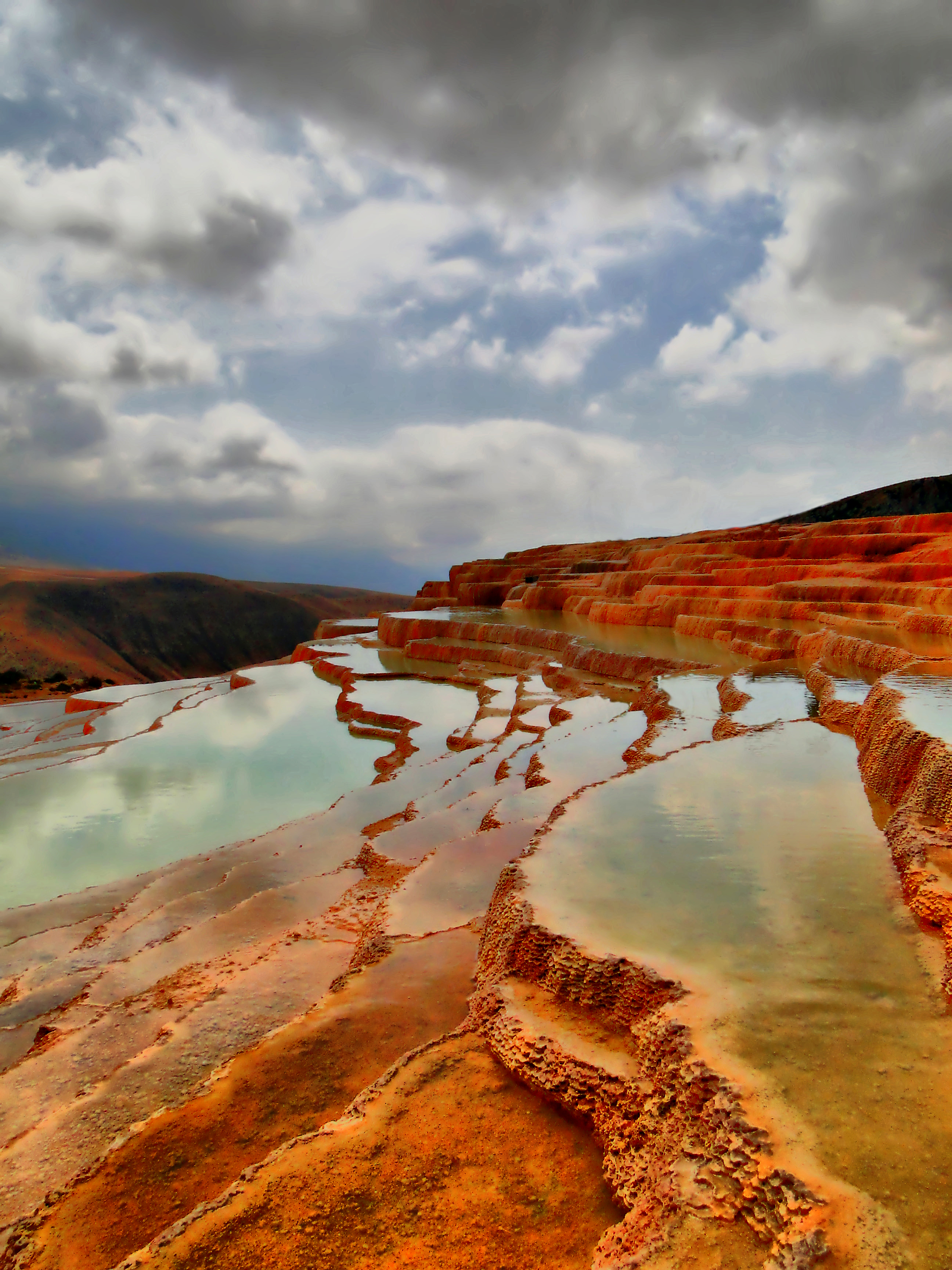
Badab-e Szurtban található lépcsős travertínóteraszok. A travertínó vörös színét vas-karbonát adja
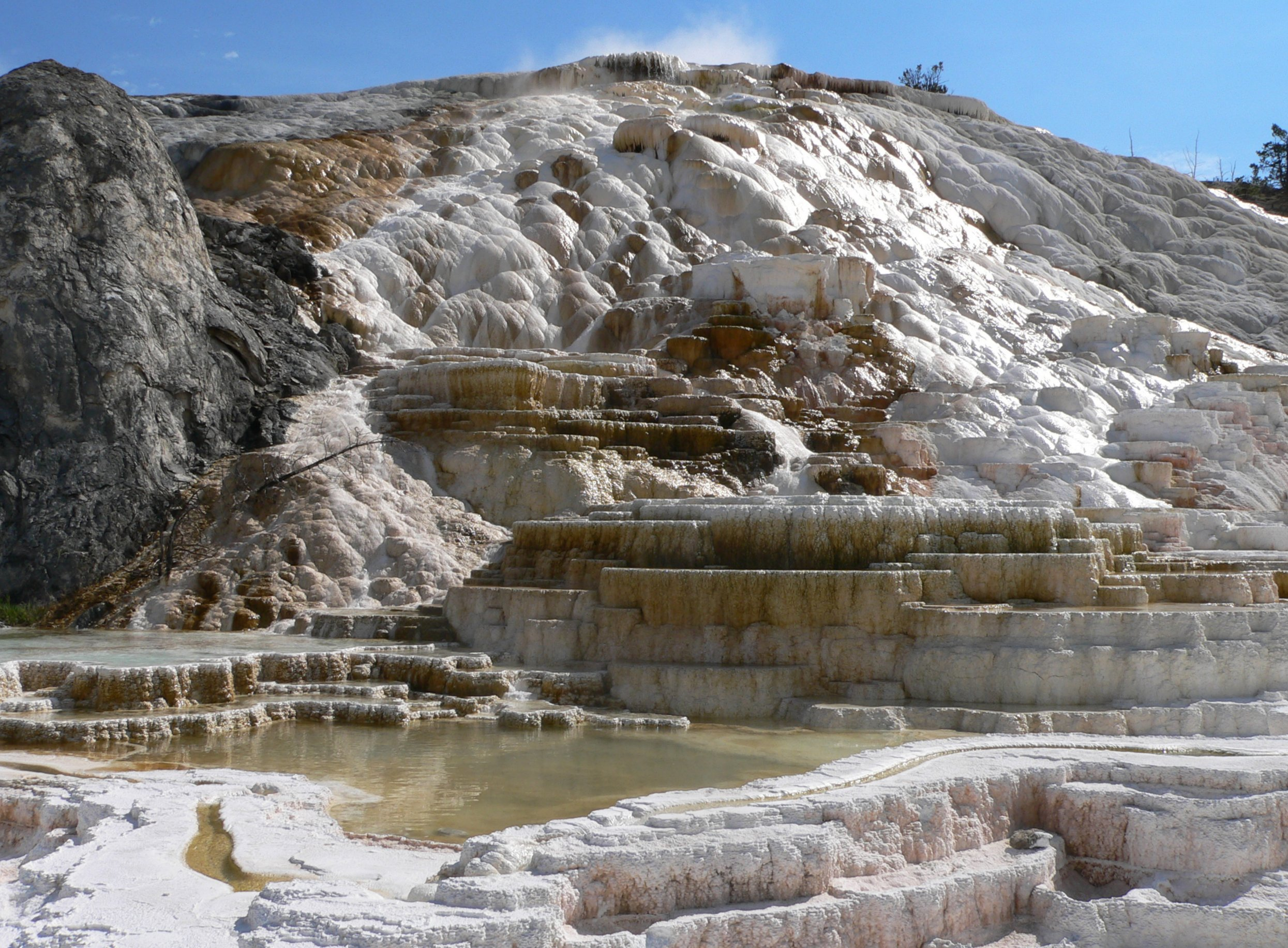
Mésztufateraszok a Yellowstone Nemzeti Parkban, Mammoth Hot Springs
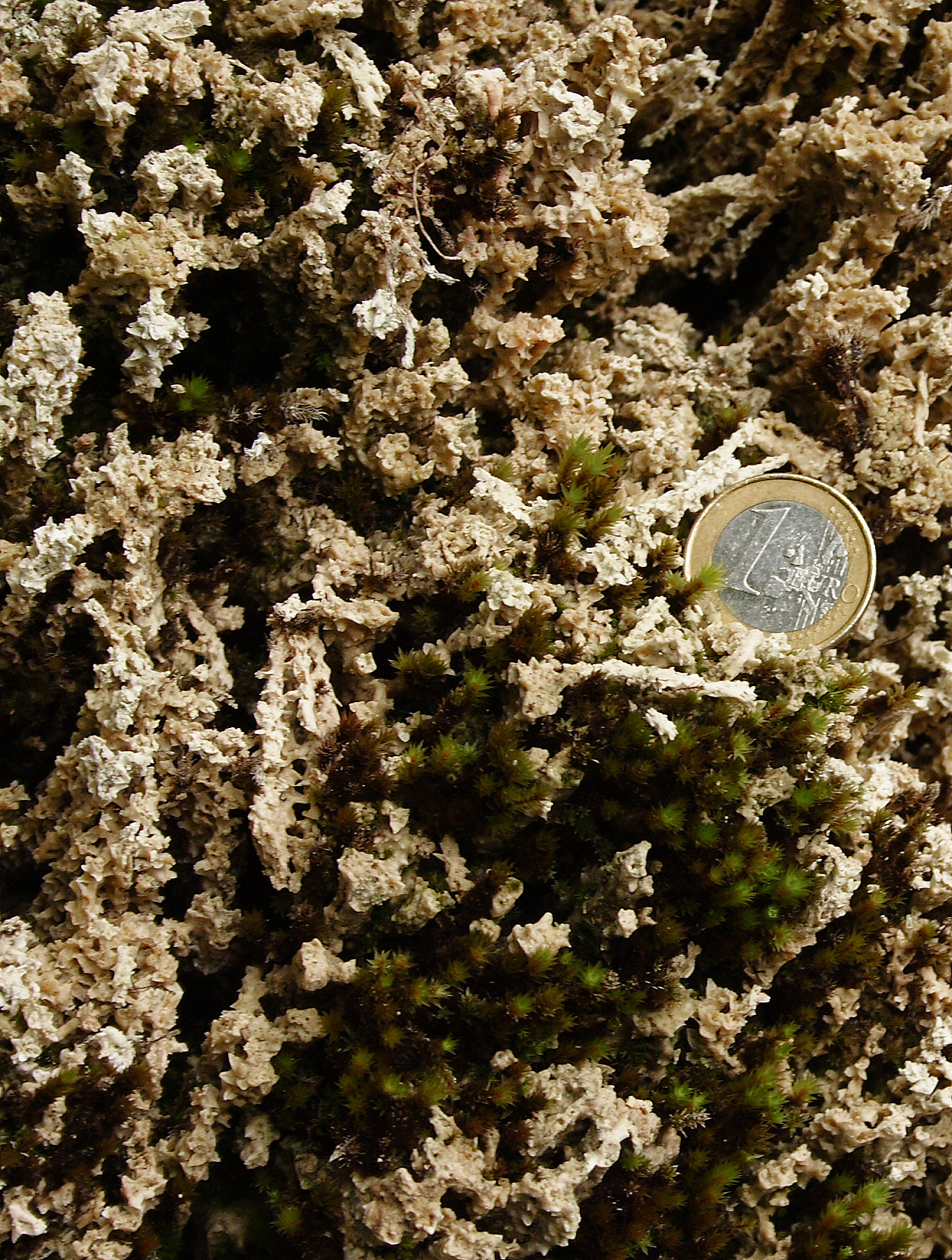
A lukacsos travertínó kialakulásának korai szakasza, ahol jól látható a rátelepedett moha
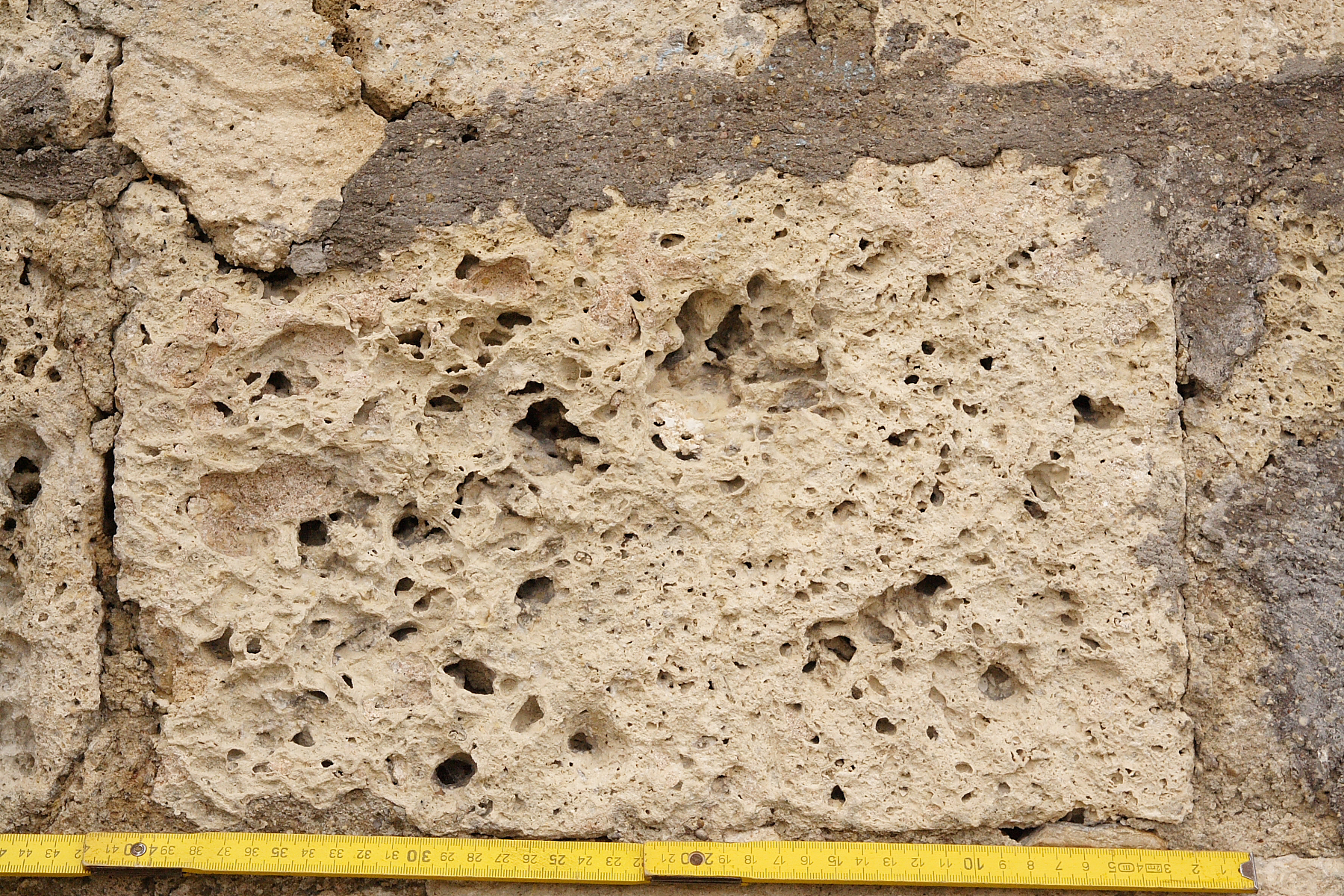
Travertínó egy 400 éves falban

## Fordítás
- Ez a szócikk részben vagy egészben  a   Travertine című angol Wikipédia-szócikk ezen változatának fordításán alapul.  Az eredeti cikk szerkesztőit annak laptörténete sorolja fel. Ez a jelzés csupán a megfogalmazás eredetét és a szerzői jogokat jelzi, nem szolgál a cikkben szereplő információk forrásmegjelöléseként.
- Ez a szócikk részben vagy egészben  a   Travertin című francia Wikipédia-szócikk ezen változatának fordításán alapul.  Az eredeti cikk szerkesztőit annak laptörténete sorolja fel. Ez a jelzés csupán a megfogalmazás eredetét és a szerzői jogokat jelzi, nem szolgál a cikkben szereplő információk forrásmegjelöléseként.